# Luca Antonini
Luca Antonini (n. 4 august 1982, Milano, Italia) este un fotbalist italian retras din activitate.